# 特雷法西奥
特雷法西奥，是西班牙卡斯蒂利亚-莱昂萨莫拉省的一个市镇。 总面积26平方公里，总人口211人（2001年），人口密度8人/平方公里。